# Passo Monte delle Forche
Der Passo Monte delle Forche ist ein 430 Meter hoher Gebirgspass im italienischen Apennin. Er befindet sich in der Region Emilia-Romagna in der Provinz Forlì-Cesena und verbindet über die SP24 die Orte Strada San Zeno im Norden und Galeata im Süden.

## Auffahrten
Die Nordauffahrt von Strada San Zeno ist 2,7 Kilometer lang und weist eine durchschnittliche Steigung von 5,9 % auf. Die schmale Straße führt durch bewaldetes Gebiet und erreicht einen maximalen Kilometerschnitt von 7 %.
Die Südauffahrt von Galeata ist mit 3,5 Kilometern etwas länger und mit einer Durchschnittsteigung von 6,3 % etwas steiler. Wie auch bei der Nordauffahrt sind die ersten Meter flach, ehe die Straße mit dem Verlassen des Ortsgebiets deutlich zu steigen beginnt. Im unteren Teil werden Steigungsprozente von mehr als 10 % erreicht, ehe es über sieben Kehren auf die Passhöhe geht.

## Radsport
Im Jahr 1978 wurde beim Giro d’Italia erstmals eine Bergwertung auf der Passhöhe des Passo Monte delle Forche abgenommen. Damals führte die 12. Etappe von Poggibonsi auf den Monte Trebbio, wobei der Passo Monte delle Forche im Finale als drittletzte Steigung rund 30 Kilometer vor dem Ziel von der Südseite befahren wurde. Als erster Fahrer erreichte der Italiener Giancarlo Bellini die Passhöhe, ehe er auch die Etappe gewann.
| Jahr | Etappe     | Bergwertung | Sieger            | Auffahrt |
| ---- | ---------- | ----------- | ----------------- | -------- |
| 1978 | 12. Etappe | GPM         | Giancarlo Bellini | Süd      |

Im Jahr 2024 führte die Tour de France auf der 1. Etappe über die Passhöhe des Passo Monte delle Forche. Der Pass wurde von der Nordseite befahren und galt als Bergwertung der 3. Kategorie. Er stellte die zweite Bergwertung der 111. Austragung dar, die in Florenz gestartet wird. Der Norweger Jonas Abrahamsen führte über die Kuppe.
| Jahr | Etappe     | Bergwertung  | Sieger           | Auffahrt |
| ---- | ---------- | ------------ | ---------------- | -------- |
| 2024 | 01. Etappe | 3. Kategorie | Jonas Abrahamsen | Nord     |